# Komet ATLAS
C/2019 Y4 (ATLAS) je komet koji je otkriven ATLAS istraživanjem 28. prosinca 2019. na Havajima, što ga je učinilo posljednjim otkrićem kometa te godine. ATLAS ima bliskoparaboličnu stazu, s ekscentričnošću od e=0,999243 i periodom od 5476 godina. U afelu, točki najvećeg udaljavanja od Sunca, bio je od nas udaljen čak 621 astronomsku jedinicu, tj. više od 93 milijarde kilometara. Atlas će 23. svibnja proći pored Zemlje na oko 115 milijuna kilometara, a očekuje se da će putanja kometu odvesti na svega 37 milijuna kilometara od Sunca, nedjelju dana kasnije, 31. svibnja.
Komet ima orbitu sličnu Velikom kometu iz 1844. godine, što dovodi do nagađanja je li C/2019 Y4 fragment istog roditeljskog tijela kao i Komet iz 1844. godine. Jezgru je sunce već ispeklo u svom prethodnom susretu prije oko 5000 godina, kada se vjerojatno mnogo veći komet razbio u najmanje 2 komada, koji se kasnije vratio kao sjajni komet C/1844 Y1 - također poznat kao Wilmotov komet - i komet C/2019 Y4. 
Lišen volatila, postao je aktivan tek pri 2.1 AU pri prelasku crte zamrzavanja izvan Marsove orbite. Trenutno je to drugi najsvjetliji komet noćnog neba i blizu je granice vidljivosti golim okom iz vrlo mračnih lokacija. u jednom trenutku osvjetljavao se brzinom od 0,25 magnitude dnevno i očekivalo se da bi prividna magnituda kometa mogla doseći maksimum između 1 i -10 na perihelu, što je usporedivo s jačinom kometa Ikeya-Seki. Predviđalo se da komet ATLAS je mogao doseći magnitudu –8,2 na perigeju i –11,7 na perihelu, što je sjajnije od Venere, a mogao bi se nadmetati i s Mjesecom. Inače, kada bude najbliže Suncu u prostoru, bit će i najbliže Suncu na nebu Zemlje.  
Prema izvješćima promatrača, nakon što je postepeno osvjetljavao do magnitude 8 dok je prelazio Marsovu orbitu, komet je počeo sjajiti sve slabije. Magnituda kometa je potonula je do veličine od 8,8 do 9,2 (što je veći broj, to je objekt neba tamniji). Komet se raspao na najmanje 4 komada. Fragmentacija može biti posljedica otplinjavanja koje uzrokuje povećanje kometne centrifugalne sile.  

## Naziv
Službenog naziva C/2019 I4, komet je dobio nadimak „Atlas“, kako se zapravo zove teleskop koji ju je primijetio krajem prosinca 2019.

## Rep
Kao i svi kometi, ATLAS oslobađa zeleni rep jer se ugljik i cijanid unutar kometa ioniziraju kada se komet približava našoj zvijezdi domaćinu. Neki astronomi amateri primijetili su da ima obilježje repa veličine 30 'ili 0,12 °.  

## Orbita
Identificiran je kao hiperbolički komet, što znači da se njegova orbita proteže dublje u Kozmos, s tim da Sunce djeluje samo kao gravitacijska praćka kako bi ga dalje odveo iz Sunčevog sustava.     

## Položaj
Tijekom siječnja do ožujka 2020. godine komet se nalazi u zviježđu Velikog medvjeda. U travnju kada nebo pocrni, bit će vidljivo na pola puta na sjeveru-sjeverozapadu u večernjim satima u zviježđu Perzeja, a u lipnju će biti vidljivo u zviježđu Orion na nebu sjever-sjeveroistok, a potencijalno vidljivo s golim okom. U perihelu će biti 31. svibnja 2020. godine. Znanstvenici ističu kako će se najbolje moći vidjeti u sumrak 30. travnja na zapadnom nebu. Bit će ga jednostavno naći jer bi se trebao smjestiti u blizini najsjajnijeg planeta na noćnom nebu - Venere.